# Brtev
Brtev (německy Bertew) je místní část města Lázní Bělohrad ležící asi 2 km severovýchodně od jeho centra směrem na Miletín. Pojmenování vesničky bylo odvozeno od slova brtník, což byli včelaři stáčející lesní med, kteří měli úly právě zde v Brtvi. Je to malá ves čítající dohromady cca 95 stálých obyvatel, ale přijíždí sem mnoho chatařů a chalupářů z větších měst. Není zde žádný obchod ani restaurace.
Brtev je také název katastrálního území o rozloze 5,43 km2.

## Pamětihodnosti
- Přírodní památka Byšičky
- Erbenův dub, památný strom u rybníka Byšička (50°25′21″ s. š., 15°36′20″ v. d.)